# Montreuil-le-Henri
Pour les articles homonymes, voir Montreuil.
Montreuil-le-Henri est une commune française, située dans le département de la Sarthe en région Pays de la Loire, peuplée de 299 habitants.
La commune fait partie de la province historique du Maine, et se situe dans le Haut-Maine.

## Géographie
Montreuil-le-Henri est un village sarthois situé à 35 km au sud-est du Mans, dans le canton de Montval-sur-Loir.

### Communes limitrophes
|                     | Tresson            | Sainte-Osmane             |
| Villaines-sous-Lucé | Montreuil-le-Henri |                           |
| Le Grand-Lucé       | Courdemanche       | Saint-Georges-de-la-Couée |

### Climat
Pour des articles plus généraux, voir Climat des Pays de la Loire et Climat de la Sarthe.
En 2010, le climat de la commune est de type climat océanique dégradé des plaines du Centre et du Nord, selon une étude du CNRS s'appuyant sur une série de données couvrant la période 1971-2000. En 2020, Météo-France publie une typologie des climats de la France métropolitaine dans laquelle la commune est exposée à un climat océanique altéré et est dans la région climatique  Moyenne vallée de la Loire, caractérisée par une bonne insolation (1 850 h/an) et un été peu pluvieux.
Pour la période 1971-2000, la température annuelle moyenne est de 10,7 °C, avec une amplitude thermique annuelle de 15 °C. Le cumul annuel moyen de précipitations est de 751 mm, avec 11,4 jours de précipitations en janvier et 7,2 jours en juillet. Pour la période 1991-2020, la température moyenne annuelle observée sur la station météorologique de Météo-France la plus proche, sur la commune du Luart à 23 km à vol d'oiseau, est de 12,0 °C et le cumul annuel moyen de précipitations est de 686,4 mm,. Pour l'avenir, les paramètres climatiques de la commune estimés pour 2050 selon différents scénarios d'émission de gaz à effet de serre sont consultables sur un site dédié publié par Météo-France en novembre 2022.

## Urbanisme

### Typologie
Au 1er janvier 2024, Montreuil-le-Henri est catégorisée commune rurale à habitat très dispersé, selon la nouvelle grille communale de densité à sept niveaux définie par l'Insee en 2022.
Elle est située hors unité urbaine et hors attraction des villes,.

### Occupation des sols
L'occupation des sols de la commune, telle qu'elle ressort de la base de données européenne d’occupation biophysique des sols Corine Land Cover (CLC), est marquée par l'importance des territoires agricoles (95,2 % en 2018), une proportion identique à celle de 1990 (95,2 %). La répartition détaillée en 2018 est la suivante : 
terres arables (46,9 %), prairies (41,8 %), zones agricoles hétérogènes (6,4 %), forêts (4,8 %). L'évolution de l’occupation des sols de la commune et de ses infrastructures peut être observée sur les différentes représentations cartographiques du territoire : la carte de Cassini (XVIIIe siècle), la carte d'état-major (1820-1866) et les cartes ou photos aériennes de l'IGN pour la période actuelle (1950 à aujourd'hui).

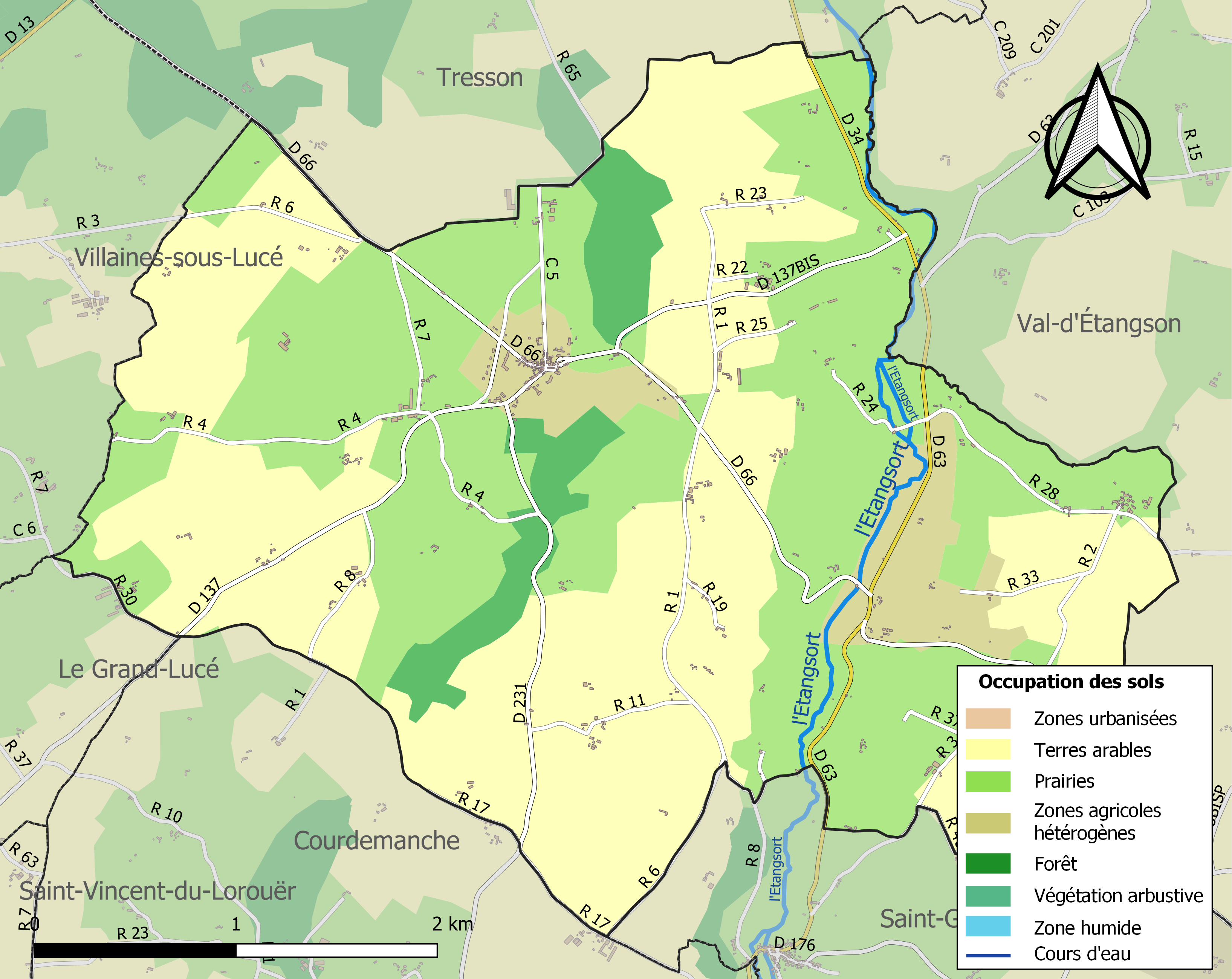
Carte des infrastructures et de l'occupation des sols de la commune en 2018 (CLC).

## Toponymie
Selon la légende, le nom du village viendrait du fait que le roi Henri IV y aurait fait autrefois un séjour. En réalité, c'est en référence à ses premiers seigneurs que Montreuil-le-Henri se nomme ainsi. En effet, les noms Monasteriolum Henrici, Montrolium Henrici, puis Monstereul le Henri sont attestés avant le XVe siècle, donc avant le règne d'Henri IV.

## Histoire

### Généalogie des seigneurs de Montreuil-le-Henri[14]
- Pierre Ier d'Eschelles (vers 1250 - après 1300), seigneur de Lucé et de Montreuil-le-Henri.

- Henri de Montreuil (Monsterol) (vivant en 1297), premier seigneur de Montreuil-le-Henri de la famille de Montreuil.

- Henri de Montreuil (Monstereul) (vivant en 1385), marié à Jehane d'Illiers, vente du fief à Jehan de la Teillaye et sa femme Jehane de Sancerre.

- Jehan de la Teillaye (avant 1380 - entre 1428 et 1449), marié à Jehane (ou Jehanette) de Sancerre (fille naturelle de Louis de Sancerre), puis marié à Jeanne du Puy.
- Pierre de Lamandaye (vivant en 1481 - avant 1502), neveu de Jehan de la Teillaye, marié à  Raoulette Loisel.
- Adrien de Lamandaye (vivant en 1517 et en 1528).
- Antoine de Lamandaye (vivant en 1568).
- Olivier de la Vove (vivant en 1587 - avant 1591), marié à Françoise du Bouchet (veuve de Louis Ier de Couasnon).
- Jean de Chapuiset (1590 - 1656), marié en 1623 à Jacqueline de Malherbe (1590 - ?).
- Claude de Chapuiset (1630 - 1705), marié à Félice de Couasnon (? - avant 1680). Claude de Bastard, beau-frère et curateur de Claude de Chapuiset vend le fief de Montreuil-le-Henri en 1665 à Jacques de Gennes, conseiller du roi.
- Denis de Bastard (1666 - 1723), marié en 1705 à Judith de Langlois du Bourguay (1669 - 1762), rachète le fief de Montreuil-le-Henri en 1703 pour 42 000 livres.
- Denis Charles Louis de Bastard (1708 - 1789), marié en 1739 à Jeanne-Catherine de Boullemer de Bresteau (1708 - 1772).
- jean-Baptiste Denis de Bastard (1740 - 1798) marié en 1770 à Madeleine-Etiennette de Richer de Montheard (1749 - 1781).

En 1830, le château est vendu par Alexandrine de Bastard (1771 - 1793) à M. Ragueneau.
En 1887, les sépultures de la famille de Bastard sont rapatriées au cimetière de Fontenay-sur-Vègre.

### Chronologie des prieurs curés de Montreuil-le-Henri[14]
Voilà la chronologie des prieurs.
- En 1339 - Etienne Courderoy

- En 1407 - Estienne le Sourt
- En 1423 - Pierre Hubert
- En 1465 - X Chapillon
- En 1478 - Jean Leplat
- En 1491 - Guillaume Guesnel
- En 1523 - Jacques Blanchard
- En 1562 - Pierre Besnard
- Avant 1566 - X Boisalier
- En 1566 - Pierre Mesnard
- En 1577 - X Coustable
- En 1616 - Toussaint Ragueneau
- En 1628 - Estienne Ory
- De 1635 à 1641 - François Rousseau
- De 1641 à 1650 - Antoine le Vasseur
- De 1650 à 1666 - Marin Bourgault
- De 1666 à 1675 - Pierre Pichon
- De 1675 à 1693 - Pierre Hubert
- De 1693 à 1731 - René Bellessort
- De 1731 à 1748 - Pierre Lecroq
- De 1748 à 1759 - François Philippe Royer
- De 1759 à 1762 - Germain Couture
- De 1762 à 1791 - Jean-Baptiste Picard

En 1791, le dernier prieur, Jean-Baptiste Picard, prête serment à la constitution et devient fonctionnaire d'état. Il rachète ensuite le presbytère, vendu comme bien national à 1920 livres et l'ensemble du domaine de la cure pour 3125 livres. Il restera le curé de la paroisse jusqu'à sa mort le 18 avril 1806 à Montreuil-le-Henri. En 1833, l'école communale est créée dans la dépendance du prieuré.

## Politique et administration
| Période                                  | Période   | Identité          | Étiquette | Qualité                                       |
| ---------------------------------------- | --------- | ----------------- | --------- | --------------------------------------------- |
| 1789                                     | 1800      | François Chouteau |           |                                               |
| 1800                                     | 1812      | Jean Goulet       |           |                                               |
| 1812                                     | 1831      | René Bastard      |           |                                               |
| 1831                                     | 1857      | René Roheron      |           |                                               |
| 1857                                     | 1865      | Julien Larose     |           |                                               |
| 1865                                     | 1892      | Louis Crosnier    |           |                                               |
| 1892                                     | 1895      | Benjamin Boulay   |           |                                               |
| 1895                                     | 1916      | René Balzac       |           |                                               |
| 1916                                     | 1920      | 'Pas de maire     |           |                                               |
| 1920                                     | 1934      | Florian Bellair   |           |                                               |
| 1934                                     | 1945      | Gustave Chave     |           |                                               |
| 1945                                     | 1966      | Gustave Bomer     |           | Cafetier                                      |
| 1966                                     | 1995      | Robert Villoteau  | PCF       | Agriculteur                                   |
| 1995                                     | mars 2014 | René Mortier      | SE        | Agriculteur                                   |
| juillet 2014,                            | mai 2020  | Laurent Colas     | SE        | Éleveur bovin                                 |
| mai 2020                                 | En cours  | Alain Chevallier  | SE        | Ancien artisan, commerçant, chef d'entreprise |
| Les données manquantes sont à compléter. |           |                   |           |                                               |

## Démographie
L'évolution du nombre d'habitants est connue à travers les recensements de la population effectués dans la commune depuis 1793. Pour les communes de moins de 10 000 habitants, une enquête de recensement portant sur toute la population est réalisée tous les cinq ans, les populations de référence des années intermédiaires étant quant à elles estimées par interpolation ou extrapolation. Pour la commune, le premier recensement exhaustif entrant dans le cadre du nouveau dispositif a été réalisé en 2004.
En 2022, la commune comptait 299 habitants, en évolution de −3,86 % par rapport à 2016 (Sarthe : −0,25 %, France hors Mayotte : +2,11 %).
| 1793 | 1800 | 1806 | 1821 | 1831 | 1836 | 1841 | 1846 | 1851 |
| ---- | ---- | ---- | ---- | ---- | ---- | ---- | ---- | ---- |
| 751  | 713  | 831  | 867  | 761  | 700  | 721  | 751  | 733  |

| 1856 | 1861 | 1866 | 1872 | 1876 | 1881 | 1886 | 1891 | 1896 |
| ---- | ---- | ---- | ---- | ---- | ---- | ---- | ---- | ---- |
| 724  | 685  | 677  | 604  | 583  | 569  | 535  | 520  | 557  |

| 1901 | 1906 | 1911 | 1921 | 1926 | 1931 | 1936 | 1946 | 1954 |
| ---- | ---- | ---- | ---- | ---- | ---- | ---- | ---- | ---- |
| 567  | 546  | 551  | 493  | 490  | 497  | 509  | 497  | 511  |

| 1962 | 1968 | 1975 | 1982 | 1990 | 1999 | 2004 | 2006 | 2009 |
| ---- | ---- | ---- | ---- | ---- | ---- | ---- | ---- | ---- |
| 450  | 401  | 323  | 283  | 244  | 232  | 251  | 248  | 252  |

| 2014 | 2019 | 2022 | - | - | - | - | - | - |
| ---- | ---- | ---- | - | - | - | - | - | - |
| 303  | 304  | 299  | - | - | - | - | - | - |

## Culture locale et patrimoine

### Lieux et monuments
- Église Sainte-Anne, des XIe, XIIIe, XVe et XVIIIe siècles. La tour-clocher carrée est placée en latéral Nord. Elle est couverte d’un dôme surmonté d’une flèche fine et élancée octogonale en ardoise, sommée d’une croix en fer et du coq national. La flèche a été remaniée en 1723. La nef est couverte d'une voûte lambrissée du XIe siècle.
- Château de Montreuil, des XIe, XVe, XVIIe et XVIIIe siècles, inscrit au titre des monuments historiques en 1986[20].

### Activité et manifestations
- Organisation de la 132e édition du comice du Pays de Lucé en août 2024[21].

### Personnalités liées
- Phạm Duy Khiêm (1908-1974), écrivain vietnamien et ambassadeur de la République du Viêt Nam en France, résidant de la commune où il se donna la mort.

### Héraldique
| Blason de Montreuil-le-Henri | Blason  | D'argent à trois têtes de chien de sable, allumées, languées, colletées, bouclées et arrachées de gueules. |
| Blason de Montreuil-le-Henri | Détails | Le statut officiel du blason reste à déterminer.                                                           |